# Província de Youssoufia
La província de Youssoufia (en àrab إقليم اليوسفية, iqlīm al-Yūsufiyya; en amazic ⵜⴰⵙⴳⴰ ⵏ ⵍⵉⵡⵙⵓⴼⵉⵢⴰ) és una de les províncies del Marroc, fins 2015 part de la regió de Doukkala-Abda i actualment de la de Marràqueix-Safi. Té una superfície de 3.000 km² i 251.943 habitants censats en 2004. La capital és Youssoufia. Fou creada en 2009.
Els seus principals atractius turístics són la reserva reial de Gaseles, el llac Zima, la regió Hmmer i la mesquita i el mausoleu de Sidi Chiker.

## Composició
Està formada per dos municipis i nou comunes rurals:
- Youssoufia (M)
- Echemmaia (M)
- Ighoud
- Esbiaat
- Lakhoualqa
- Ras El Ain
- Atiamim
- El Gantour
- Jdour
- Jnane Bouih
- Sidi Chiker